# Église San Sebastiano de Venise
L’église San Sebastiano est une église du XIVe siècle, située dans le quartier (sestiere)  de Dorsoduro, sur le campo San Sebastian, à Venise en Italie. Le peintre Paul Véronèse y est inhumé.

## Situation
La façade donne sur le pont et le rio de San Sebastian. Son flanc nord est limité par le campo de San Sebastian. Son flanc sud et l'abside étaient limités par le couvent. L'ensemble des bâtiments du couvent abrite aujourd'hui le Linguistic Center Ateneo.

## Histoire
Le frère Angelo di Corsica, hiéronymite de l'ordre de saint Jérôme de Pise, est venu à Venise en 1393 pour y ériger trois ans plus tard, un couvent et une chapelle dédiés à Sainte-Marie, pleine de grâce et de miséricorde. Après de longues disputes avec le pasteur Angelo Raffaele, les hiéronymites ont pu construire, en remplacement de l'oratoire, l'église qui a été terminée en 1468 et consacrée à Saint Sébastien (martyr).

Elle est remaniée entre 1506 et 1548 par l’architecte Antonio Abbondi (surnommé le Scarpagnino) qui modifie l’orientation de la façade et lui donne un caractère classique, avec des colonnes corinthiennes et un fronton surmonté de trois statues.
En 1553, le prêtre Bernado Torlioni qui avait rencontré Véronèse à Vérone, le fait venir auprès de lui pour lui confier les peintures de l'église. Véronèse vécut ici en prisonnier et on y retrouve sa tombe. L'église fut consacrée en 1562. 

La propriété fut reversée à l'état le 18 juin 1806. La communauté fut supprimée le 12 mai 1810.
L'église est devenue en 1810 une filiale de la paroisse de Saint-Gervasio et Protasio et le couvent a été en grande partie démoli puis reconstruit en 1851.

## L’intérieur décoré parVéronèse
L’intérieur est d’une grande simplicité architecturale mais est, en revanche, richement et entièrement décorée par des fresques et peintures de Véronèse qui travailla pendant près de quinze ans à la décoration de l’église dans laquelle il a d’ailleurs été inhumé en 1588.
La décoration du plafond de la sacristie par Véronèse fut réalisé en 1555, avec le Couronnement de la Vierge et les Quatre évangélistes. On lui demanda ensuite des panneaux ronds, ovales ou carrés, destinés à être insérés dans le plafond de la nef. Il y raconte trois scènes du Livre d'Esther, entourées d'ages, de balustrades décoratives et de figures allégoriques : Esther présentée au roi Assuérus, le Couronnement d'Esther et le Triomphe de Mardochée achevées le 31 octobre 1556, onze mois après leur commande.
Véronèse est de nouveau invité à travailler à l'église San Sebastiano en 1558 où il fut chargé de peindre, sur la partie supérieure des murs, des séquences de la vie du saint. La nef a été peinte en 6 mois, le peintre étant cette fois aidé par plusieurs assistants, dont Benedetto Caliari et Antonio Fasolo
Entre 1559 et 1561, il décora les volets de l'orgue et le panneau de l'autel. On y voit La Vierge en gloire avec saint Sébastien et d'autres saints, et à droite de l’autel la Vierge, sainte Catherine et un moine.
Puis, un peu plus tard vers 1565, il réalisa pour le chœur de l'église trois œuvres illustrant d'autres événements de la vie du saint dont Saint Marc et saint Marcellin encouragés par saint Sébastien sur le chemin du martyre et Le Martyre de Saint Sébastien
À voir également :
- La Répudiation de Vasti, 1555-1556 de 500 × 370 cm[3]
- La Piscine probatique, 1559-1560, de 490 × 190 cm[3]
- Vierge en gloire avec saint Pierre et saint Paul, vers 1562
- Le Martyre de saint Sébastien, 1565 de 355 × 540 cm

Cette série de chefs-d'œuvre avec des jeux de perspective et une composition picturale hardie et exubérante, a fait de cette petite église un lieu de pèlerinage pour tous les peintres postérieurs.

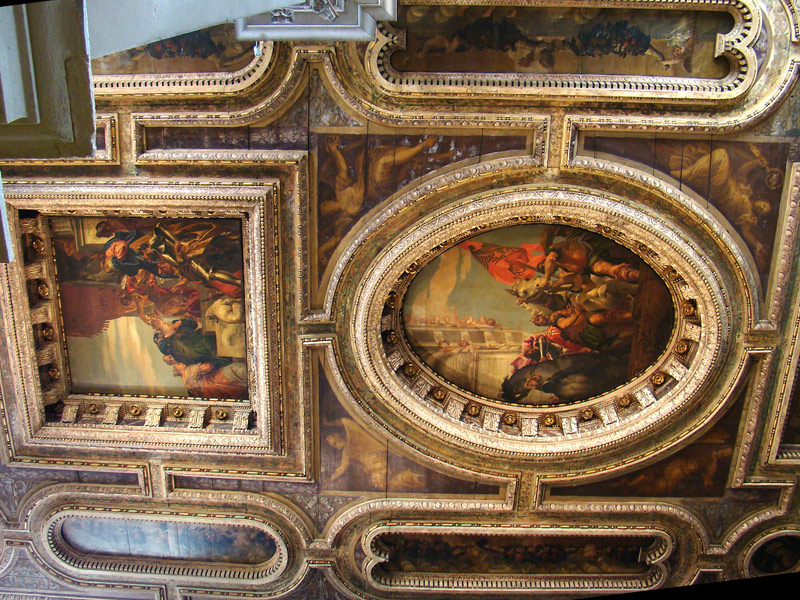
Le plafond à caisson
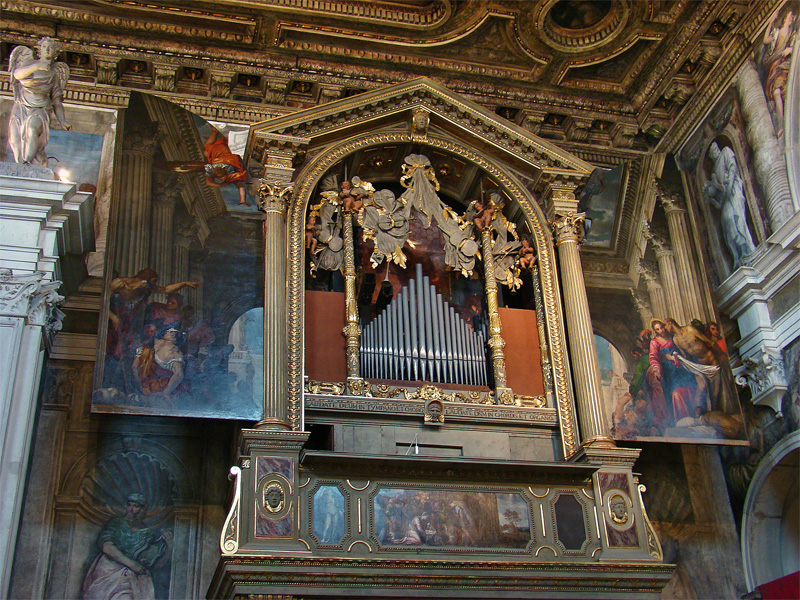
L'orgue

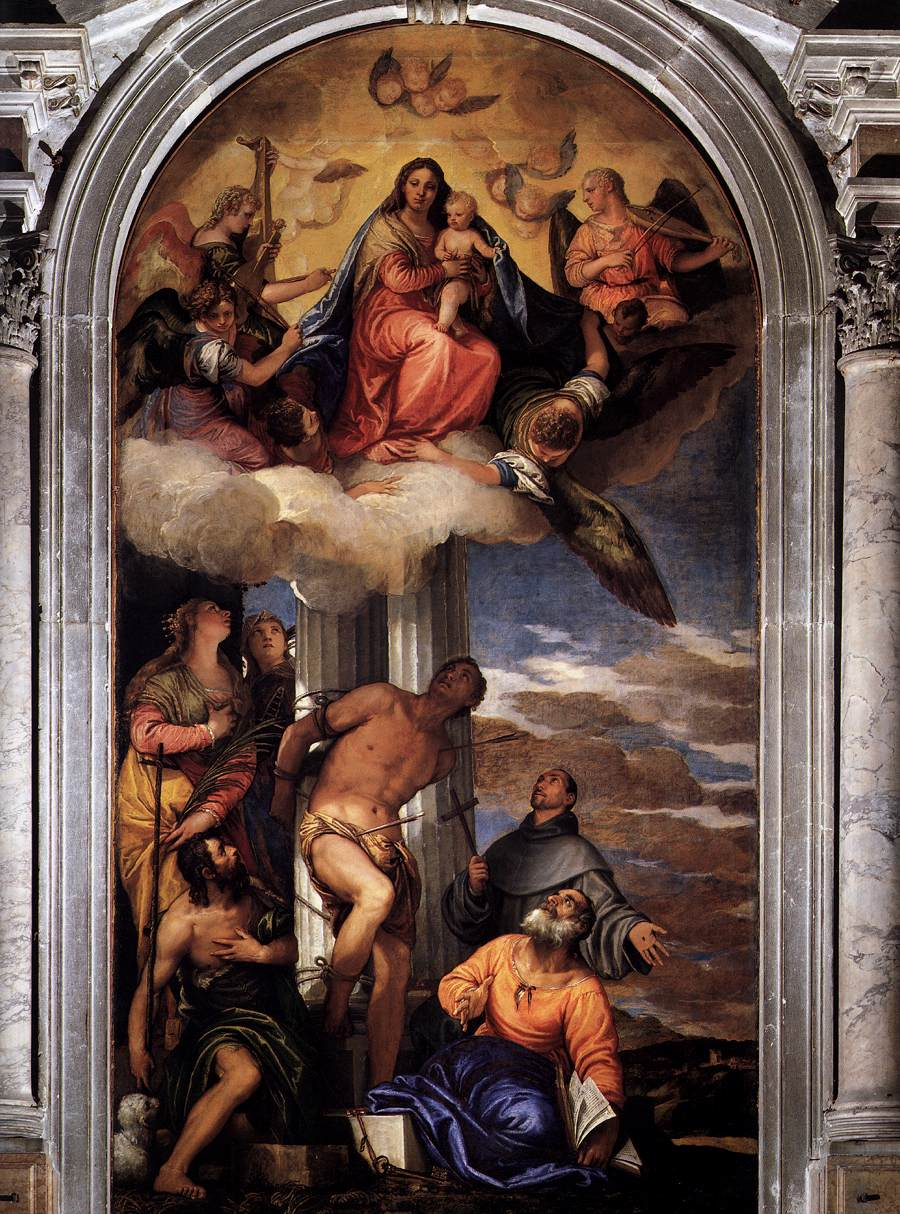
La Vierge, l'enfant Jésus et les Saints
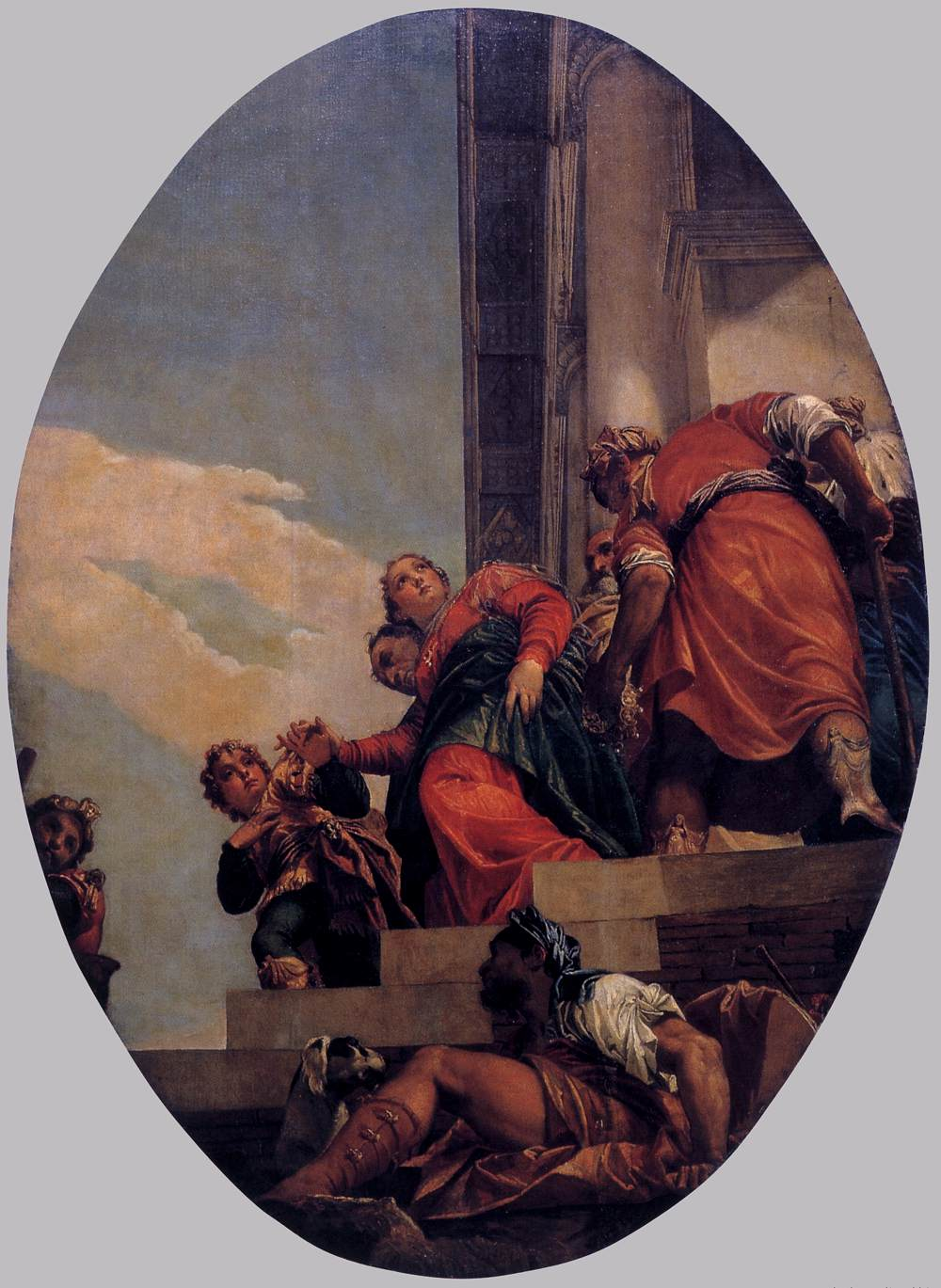
La Répudiation de Vasti 1555-1556
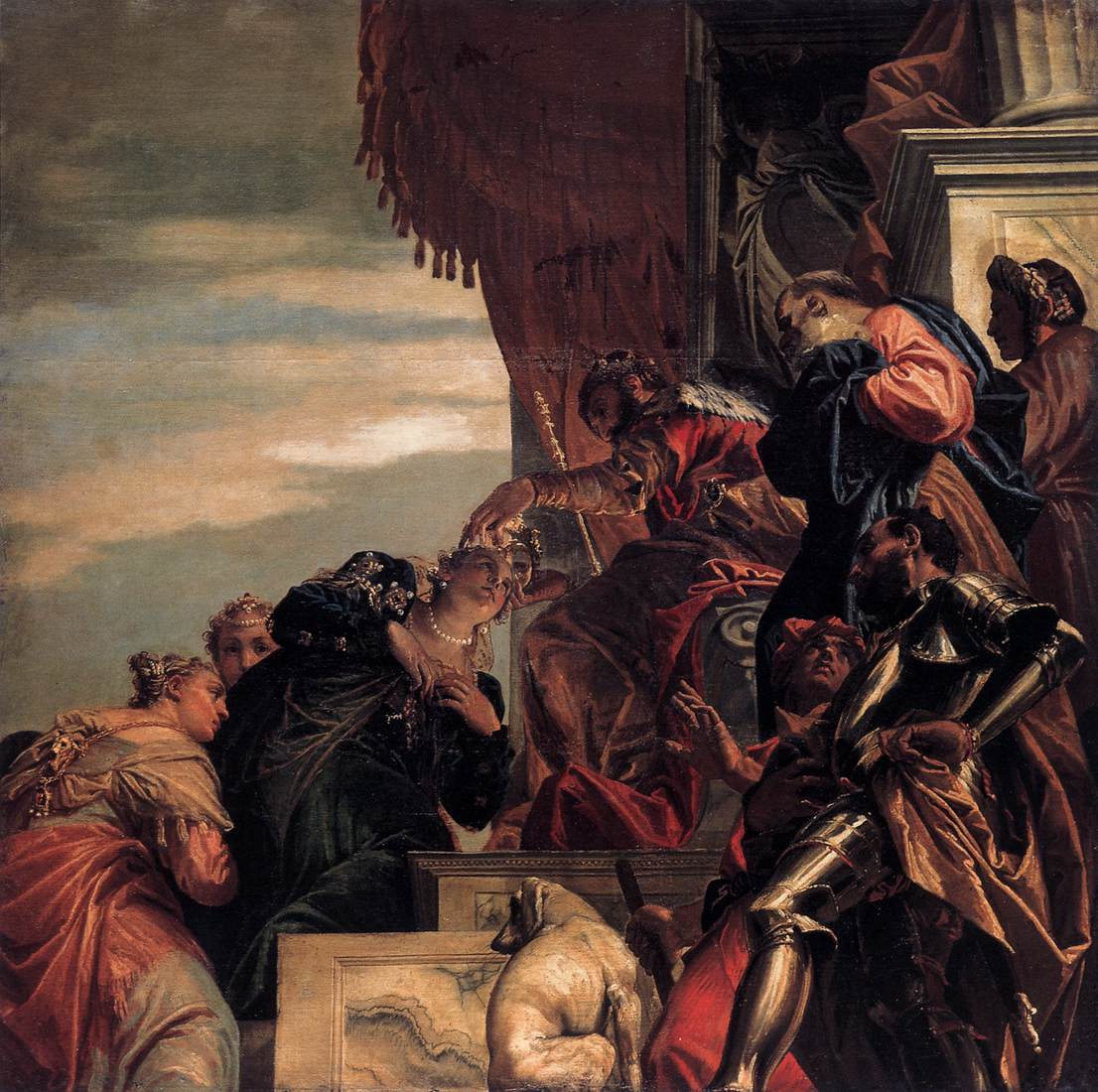
Esther et Assuréus 1555-1556 plafond de la nef.
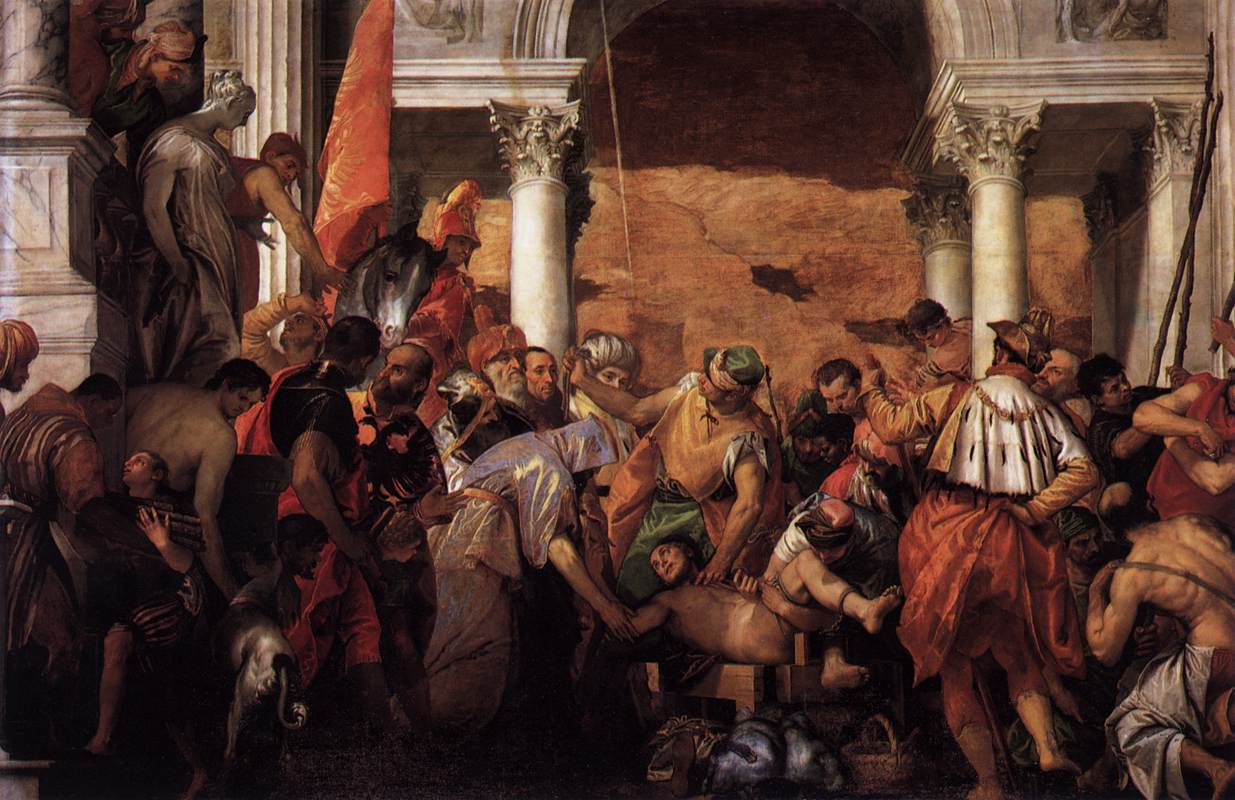
Le Martyre de saint Laurent Droite de l'autel.
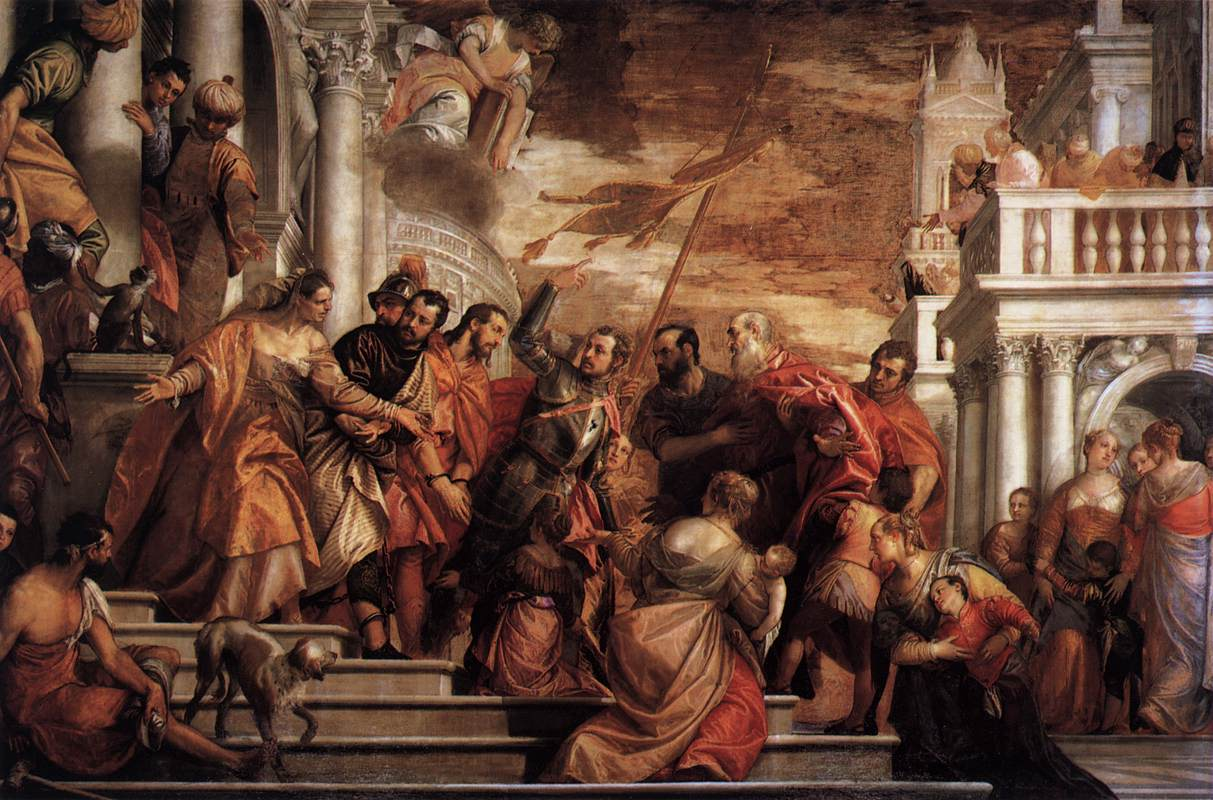
Saints Marc et Marcellin conduits au martyre 1565 Gauche de l'autel.